# Mr Hudson
Benjamin Hudson McIldowie (nacido el 29 de junio de 1979, en Birmingham, Inglaterra), conocido profesionalmente como Mr Hudson, es un artista británico de R & B/pop. Recibe influencias musicales de Chet Baker, David Bowie, The Police, Andre 3000, Marvin Gaye, Phoenix, The Specials, Billie Holiday, Rosster, Ella Fitzgerald y Dizzee Rascal.
Mr Hudson inicialmente grabó con su banda bajo el nombre de Mr Hudson & The Library. Su primer álbum, titulado A Tale of Two Cities, se estrenó en 2007. The Library estaba formado por  Joy Joseph (Tambores metálicos, coros, percusión), Torville Jones (piano), Maps Huxley (AKA Robin French, bajo eléctrico) y Andrew "Wilkie" Wilkinson (batería). Eran conocidos por sus energéticas actuaciones en directo y fueron nominados como "Mejor Artista Revelación" en los UK Festival Awards en 2007.
Como artista en solitario, Mr Hudson ha trabajado con artistas como Kanye West, Dizzee Rascal, N-Dubz, Kid Cudi, Tinie Tempah, Jay-Z, Big Sean, Pixie Lott, Rebecca Ferguson, Paloma Faith, Idris Elba, Duran Duran y Caspa entre otros. También estuvo de gira con Calvin Harris. Sus actuaciones vocales han sido comparados con las de Sting. Ahora está acompañado por la Joy Joseph (voz y tambores metálicos), Rob Barron (teclado electrónico), Rafael Mann (bajo) y Andrés "Wilkie Wilkinson (batería electrónica).

## Inicios
Creció en el área de Handsworth Wood, de la ciudad y asistió a King Edward's School, Birmingham. Hudson asistió a la Universidad de Oxford, donde se graduó en Literatura Inglesa en St Anne's College. Formó parte de la banda de Coco Sumner "I Blame Coco", coescribiendo la canción "I Blame Coco".

## Historia
Una de sus primeras apariciones fue en las batallas de productores JUMPOFF en 2001 junto a Gunther Thompson. Mr Hudson llegó por primera vez a la prominencia después de ser presentado en Later with Jools Holland, el 8 de diciembre de 2006. El LP debut de la banda, titulado A Tale Of Two Cities, fue lanzado en 2007 con fuertes críticas y fueron puestos al aire nacional en Jo Whiley y en los programas de Zane Lowe de la BBC Radio 1. 
En 2007, Mr Hudson y The Library se embarcaron en una gira a través de doce bibliotecas británicas como parte de la iniciativa "Get It Loud", y también contaron con el apoyo de Amy Winehouse en su gira, junto con Paolo Nutini, Mika y Groove Armada.
Durante el verano de 2007 actuaron en varios festivales del Reino Unido, como Glastonbury, T in the Park, The Big Chill, V Festival, Godiva Festival, y Bestival. En octubre de 2007, la banda tocó en el Millenium Stadium en Cardiff en apoyo de la Policía. También apoyaron a Kanye West en su gira por Europa llamada "Glow in the Dark Tour", presentándose en Dublín y otras ciudades europeas.
En 2008, Mr Hudson comenzó a grabar como solista. Maps Huxley fue sustituido en 2008 por Rafael Mann, y en 2009 Torville Jones fue reemplazado por Bobby Barron. Aunque el nombre de "The Library" ya no se usa, estos músicos siguen formando su banda de apoyo para actuaciones en directo, y Joy Joseph, Wilkinson Wilkie, Torville Jones y Rafael Mann contribuyeron a las sesiones de grabación del álbum "Straight No Chaser". En 2010 la banda fue aumentada por el guitarrista y vocalista Ali Forbes.
El nuevo álbum de Mr Hudson - con Straight No Chaser como título - fue lanzado a mediados de 2009 con Kanye West en calidad de coproductor. Tal como se anunció en diciembre de 2008, el Sr. Hudson realizará una gira por el Reino Unido para ver material de su próximo álbum visitando ciudades como Londres, Cardiff, Glasgow y Newcastle.
Mr Hudson aparece en Paranoid, en el cuarto álbum de Kanye West, 808s & Heartbreak. Él también coprodujo "Street Lights", así como las voces adicionales en "Say You Will" y "Amazing". Kanye West ha declarado: "Creo que Mr Hudson tiene potencial para ser más grande que yo, como uno de los artistas más importantes de su generación".

### A Tale of Two Cities (2007–2009)
En la producción del álbum debut de la banda se usó guitarra acústica, intercalada con piano, coros y guitarra, bajo, tambores metálicos, batería eléctrica y patrones inusuales del ritmo. Dos de los temas de A Tale Of Two Cities son covers, "On The Street Where You Live", es un cover de un número del musical My Fair Lady ' y "Everything Happens to Me" fue popularizado por Frank Sinatra y Chet Baker. 

### Straight No Chaser (2009 – presente)
El 4 de agosto de 2009, Mr Hudson lanzó un nuevo álbum, "Straight No Chaser" (a través de GOOD Music y Mercury Records), teniendo como productor ejecutivo a Kanye West.
"Quería hacer un disco convencional, no estructurado o adornado", explica. "El primer álbum se siente como un dibujo de Escher, con todas estas capas y no sabes a dónde vas en cualquier momento. La forma en la que las canciones están escritas y producidas en este caso es mucho más directa. No está tratando de reinventar la rueda. Es directa, no cazadora (It's straight, no chaser)."
Mr Hudson encendió las luces del centro de Blackpool junto a Laura Blanco. Él compuso "Supernova" y "White Lies".
En 2010, Mr Hudson colaboró con el artista británico Caspa en el tema Love Never Dies (Back For The First Time), que es una nueva versión de una pista anterior de Caspa conocida simplemente como "Back For The First Time". El rapero Nero apareció en el remix.

## Discografía

### Álbumes de estudio
- A Tale Of Two Cities (2007)
- Straight No Chaser (2009)
- Never Grow Up como BIGkids (2012)

### Sencillos
- 2007: "Too Late Too Late" - #53 en UK[10]
- 2009: "Supernova" (con Kanye West) - #2 en UK[10]
- 2009: "White Lies" - #20 en UK[10]
- 2012: "Heart Sing" como BIGkids
- 2013: "Fred Astaire"
- 2013: "Move"
- 2014: "Step Into the Shadows" (con Idris Elba)
- 2015: "Dancing Thru It"

### Colaboraciones
- 2006: "Products" (Mr Hudson Remix)- Sway
- 2007: "Every Man For Himself"- Sway con Mr Hudson
- 2009: "Paranoid"- Kanye West con Mr Hudson
- 2009: "The Return (Here She Comes Again)"- Malik Yusef con Mr Hudson
- 2010: "Young Forever"- Jay-Z con Mr Hudson
- 2010: "Playing with Fire"- N-Dubz con Mr Hudson
- 2010: "Way Out"- Big Sean ft. Mr Hudson
- 2010: "Love Never Dies (Back For The First Time)"- Caspa con Mr Hudson
- 2011: "Why i love you" - Jay Z & Kanye West con Mr. Hudson
- 2011: "Jaguar" - Excision & Datsik con Mr. Hudson
- 2012: "Charge"- Sway con Mr Hudson
- 2012: "The Prize"- Jakwob con Mr Hudson
- 2013: "Battle" - Riddim Commission con Newham Generals y Mr Hudson
- 2013: "Real and true"- Future y Miley Cyrus con Mr Hudson
- 2015: "Paper Gods" - Duran Duran (feat. Mr Hudson)

### Como productor discográfico
| Año  | Canción                      | Artista          | Álbum                                    |
| ---- | ---------------------------- | ---------------- | ---------------------------------------- |
| 2007 | "My Eyes"                    | Lethal Bizzle    | Back To Bizznizz                         |
| 2008 | "Street Lights"              | Kanye West       | 808s & Heartbreak                        |
| 2011 | "Rough Boy"                  | Wyclef Jean      | ZZ Top: A Tribute from Friends           |
| 2011 | "Come Get It Now"            | Pixie Lott       | Young Foolish Happy                      |
| 2012 | "Hand of Cards"              | Tyler James      | A Place I Go                             |
| 2013 | "Keep On Walking"            | Josh Kumra       | Good Things Come To Those Who Don't Wait |
| 2013 | "Find My Way Home"           | Josh Kumra       | Good Things Come To Those Who Don't Wait |
| 2013 | "Lost Again"                 | Josh Kumra       | Good Things Come To Those Who Don't Wait |
| 2013 | "I'm Not the One"            | Josh Kumra       | Good Things Come To Those Who Don't Wait |
| 2013 | "Where Do We Go From Here"   | Josh Kumra       | Good Things Come To Those Who Don't Wait |
| 2013 | "You'll Come Running"        | Josh Kumra       | Good Things Come To Those Who Don't Wait |
| 2013 | "Fingertips"                 | Josh Kumra       | Good Things Come To Those Who Don't Wait |
| 2013 | "Pretend"                    | Josh Kumra       | Good Things Come To Those Who Don't Wait |
| 2013 | "Beautiful Design"           | Rebecca Ferguson | Freedom                                  |
| 2014 | "Take Me"                    | Paloma Faith     | A Perfect Contradiction                  |
| 2014 | Producción integra del álbum | Idris Elba       | Mi Mandela                               |
| 2015 | "Paper Gods"                 | Duran Duran      | Paper Gods                               |
| 2015 | "Last Night in the City"     | Duran Duran      | Paper Gods                               |
| 2015 | "You Kill Me with Silence"   | Duran Duran      | Paper Gods                               |
| 2015 | "Pressure Off"               | Duran Duran      | Paper Gods                               |
| 2015 | "Dancephobia"                | Duran Duran      | Paper Gods                               |
| 2015 | "What Are the Chances?"      | Duran Duran      | Paper Gods                               |
| 2015 | "Sunset Garage"              | Duran Duran      | Paper Gods                               |
| 2015 | "Only in Dreams"             | Duran Duran      | Paper Gods                               |

## Premios
- Q Awards 2009
  - Q awards - Mejor artista revelación - Ganador
- MOBO Awards 2009
  - Mejor artista del Reino Unido - Nominado
  - Mejor "Supernova" - Nominado
- UMA Awards UK & France 2009
  - Mejor colaboración con Kanye West - "Supernova" - Nominado
  - Mejor artista revelación - Nominado
  - Mejor artista de R&B  - Nominado
- MOBO Awards 2010
  - Mejor canción "Playing With Fire" - Ganador